# K3-Fläche
In der Mathematik sind K3-Flächen gewisse komplexe Flächen. Ein klassisches Beispiel ist die Lösungsmenge der Gleichung
{\displaystyle x^{4}+y^{4}+z^{4}+w^{4}=0}
im dreidimensionalen projektiven Raum. Die Bezeichnung „K3-Fläche“ geht auf André Weil zurück, „in honor of Kummer, Kähler, Kodaira, and the beautiful K2 mountain in Kashmir“.

## Definition
Eine K3-Fläche ist eine einfach zusammenhängende, kompakte, komplexe Fläche, deren kanonisches Bündel trivial ist (äquivalent: auf der es eine nirgends verschwindende holomorphe {\displaystyle 2}-Form gibt).
Eine äquivalente Definition ist, dass eine K3-Fläche eine kompakte, zusammenhängende, komplexe Fläche {\displaystyle X} mit {\displaystyle \Omega _{X}^{2}\simeq {\mathcal {O}}_{X}} und {\displaystyle H^{1}(X,{\mathcal {O}}_{X})=0} ist.

## Beispiele
- glatte Quartiken im {\displaystyle \mathbb {C} P^{3}} (d. h. durch ein homogenes Polynom vom Grad {\displaystyle 4} ohne kritische Punkte gegebene Hyperflächen)
- Kummer-Flächen (d. h. Quotienten einer abelschen Varietät modulo der Involution {\displaystyle a\mapsto -a})
- entlang einer Sextik verzweigte Überlagerungen der komplex-projektiven Ebene

## Eigenschaften
- Der Hodge-Zahlen einer K3-Fläche sind {\displaystyle h^{0,0}=1,h^{1,0}=h^{0,1}=0,h^{2,0}=h^{0,2}=1,h^{1,1}=20,h^{2,1}=h^{1,2}=0,h^{2,2}=1}. Insbesondere sind die Betti-Zahlen {\displaystyle b_{0}(X)=1,b_{1}(X)=0,b_{2}(X)=22,b_{3}(X)=0,b_{4}(X)=1}. Die Schnittform ist {\displaystyle E_{8}(-1)^{\oplus 2}\oplus U^{\oplus 3}}, wobei {\displaystyle E_{8}} die gleichnamige Form und {\displaystyle U} die hyperbolische Schnittform vom Rang {\displaystyle 2} bezeichnet.
- Alle K3-Flächen sind diffeomorph zueinander.
- K3-Flächen tragen eine Hyperkähler-Metrik, insbesondere sind sie Kähler-Mannigfaltigkeiten.